# جوزيف دوفور
جوزيف دوفور (بالإنجليزية: Joseph Dufour)‏  (و. 1744 – 1829 م) هو فلاح، وسياسي، من كندا، ولد في بيتيت ريفري ساينت فرانكويس، توفي في للسل أوكس كودريس، عن عمر يناهز 85 عاماً.